# Gobemouche ombré
Cyornis umbratilis
Espèce
Statut de conservation UICN

 NT UICN 3.1 : Quasi menacé
Le Gobemouche ombré (Cyornis umbratilis, anciennement Rhinomyias umbratilis) est une espèce de passereaux de la famille des Muscicapidae.

## Répartition
Il est originaire de Birmanie, Brunei, Indonésie et Thaïlande.

## Habitat
Il vit dans les forêts humides tropicales et subtropicales de basse altitude et les marais tropicaux et subtropicaux.
Il est menacé par la perte de son habitat.

## Taxinomie
S'appuyant sur diverses études phylogéniques, le Congrès ornithologique international (classification version 4.1, 2014) déplace cette espèce, alors dans le genre Rhinomyias, dans le genre Cyornis.